# Achendriás
Achendriás, en grec moderne : Αχεντριάς, ou Ochendriás (Οχεντριάς), est un village du dème d'Archánes-Asteroússia, dans le district régional de Héraklion, de la Crète, en Grèce. Selon le recensement de 2001, la population d'Achendriás compte 294 habitants.
Le village est situé à 60 km de Héraklion et à une altitude de 680 mètres.